# Пашкишки
Пашкишки (бел. Па́шкішкі) — деревня в Ошмянском районе Гродненской области Белоруссии. В составе Гольшанского сельсовета.

## География
Пролегают дороги Н7122, Н20480.

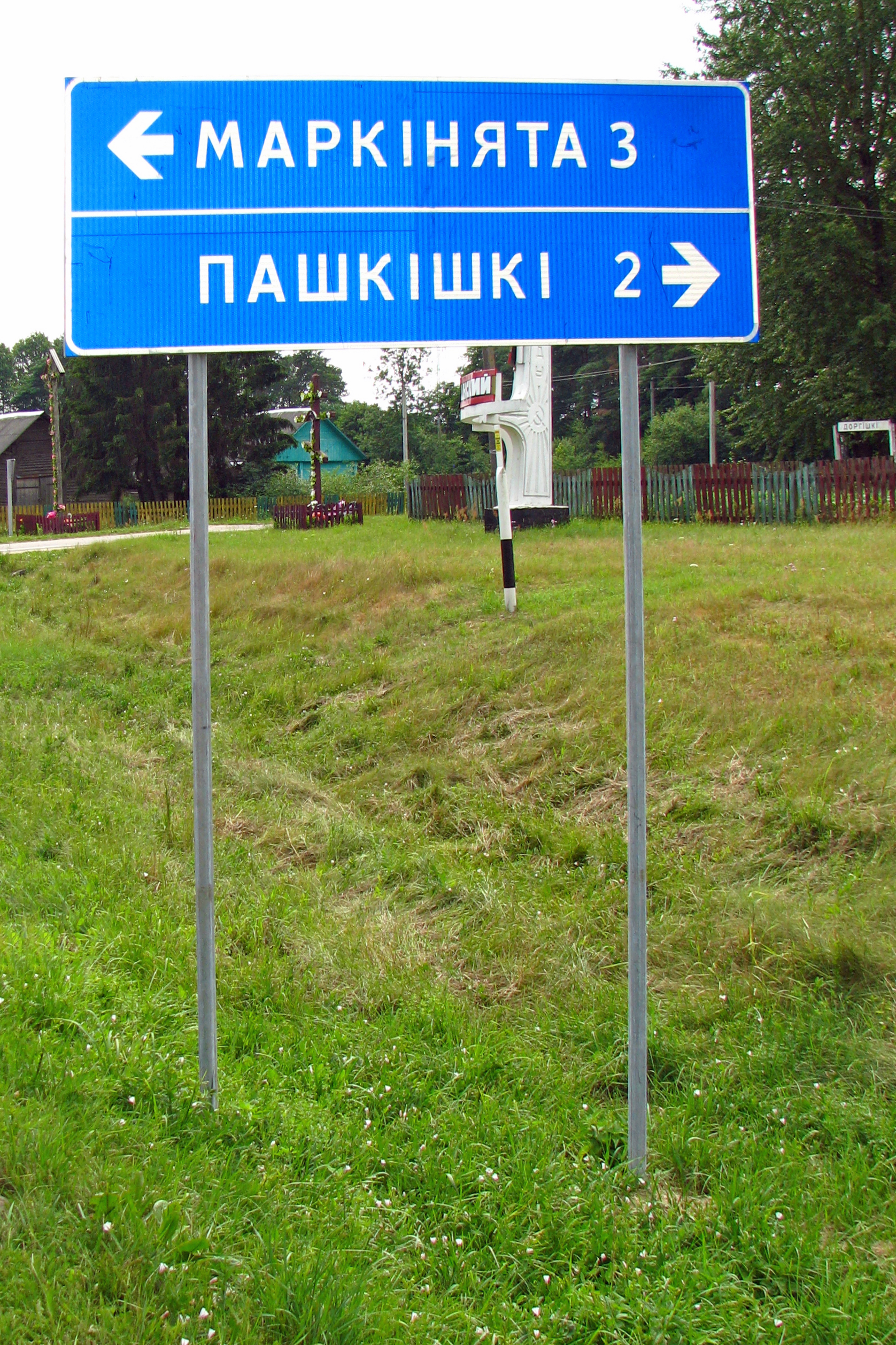
Маркиняты — Пашкишки

Ближайшие населённые пункты Доргишки, Козловщина и др.

### Гидрография
Река Клева (левый приток Гавья).

## История
В 1905 году в Гольшанской волости Ошмянского уезда Виленской губернии.
До 1978 года деревня входила в состав Гольшанского сельсовета, до 15 декабря 1997 года — в состав Семерницкого сельсовета.

## Население

### Численность
- 2009 год — 72 жителя

### Динамика
- 2009 год — 72 жителя (перепись населения)[2]